# 逯並
逯並（？—？），新朝大臣，官至大司马。

## 生平
7年，王莽掌握大权，翟义起兵反抗。王莽任命太仆武让为积弩将军，驻防函谷关；命将作大匠、蒙乡侯逯並为横将军，驻防武关；羲和、红休侯刘秀为扬武将军，驻防宛城。11年，并州、平州发生民变，王莽下令七公、六卿都兼任将军，派著武将军逯並等，镇守各大名城；另派中郎将、绣衣执法各五十五人，分别镇守沿边大郡。13年，大司马孔永以特进就朝位，同风侯逯並为大司马。14年三月三十，出现日食。大赦天下。王莽颁策将大司马逯並免职，仅以同风侯参加朝会；任命苗䜣担任大司马。